# سایمون کورکوران
سایمون کورکوران (انگلیسی: Simon Corcoran؛ زادهٔ ۱ ژانویهٔ ۱۹۶۰) مورخ و مدرس تاریخ باستان در دانشکده تاریخ، کلاسیک و باستان‌شناسی، دانشگاه نیوکاسل است.